# フルート協奏曲
フルート協奏曲（フルートきょうそうきょく）は、フルートを独奏楽器とする協奏曲。一般的な協奏曲の特徴については協奏曲を参照のこと。
バロック時代、特にフランスにおいては協奏曲（concerto）とともにコンセール（concert）という語も用いられていた。コンセールは協奏曲よりも小さい編成に用いられる傾向にあったが、必ずしも明確に使い分けられていわけではなく、2本のフルートのための無伴奏協奏曲（Concerto pour 2 flûte-traverières sans basse）のような用例もあった。ここでは編成の如何にかかわらず concerto とされたものを取り上げ、concert は除いている。
ロマン派においては、協奏的二重奏曲（duo concertant）あるいは協奏的大二重奏曲（grand duo concertant）といった作品名がしばしば用いられた。これらの多くはフルートとピアノによる作品であるため、この項では触れていない。

## 歴史と代表的な作品
バロック時代、フルートは王侯貴族に好まれたこともあって、多くのフルート協奏曲が作られた。なかでもヴィヴァルディの作品のうち標題のついた「海の嵐」、「夜」、「五色鶸（ごしきひわ）」がよく知られている。一方で、 ヨハン・ゼバスティアン・バッハの管弦楽組曲第2番は、名に反して弦楽合奏を伴奏とした事実上のフルート協奏曲であり、今日ではフルート奏者にとって最も重要なレパートリーとなっている。
古典派においては、モーツァルトによる2曲（ただし、2番はオーボエ協奏曲からの編曲）が極めて重要であり、すべてのフルート協奏曲の中で最も演奏機会が多い。また、カール・シュターミッツのト長調はフルート学習者がしばしば演奏するレパートリーとなっている。
ロマン派のフルート協奏曲は、フルート奏者が作曲したものがほとんどであり、その中で現在顧みられるものはほとんどない。フルート奏者以外の手によるものとしてライネッケの作品が比較的演奏される。また、セシル・シャミナードの小協奏曲は単一楽章で規模が小さいこともあり、ピアノ伴奏でコンサートピースとして演奏されることが多い。
近代ではイベールのフルート協奏曲がモーツァルトに並ぶ傑作である。他にハチャトゥリアンの作品もヴァイオリン協奏曲からの編曲であるが演奏機会は多い。
日本人によるものでは尾高尚忠の協奏曲が代表といえる。

## 作曲家と作品
作曲家の生年順に掲載。フルートを含む複数の楽器に独奏的役割を持たせた作品も挙げている。
- アレッサンドロ・スカルラッティ (1660-1725) - 合奏協奏曲形式の12のシンフォニア (1715年出版)
- フランソワ・クープラン (1668-1733) - 2つのフルートのための協奏曲
- アントニオ・ヴィヴァルディ (1678-1741) - 6つのフルート協奏曲集 Op.10 (1728年頃出版)：ヘ長調「海の嵐」RV.433、ト短調「夜」RV.439、ニ長調「ごしきひわ」 RV.428、ト長調 RV.435、ヘ長調 RV.434、ト長調 RV.437。イ短調P.80、RV.440、ト長調 P.118ii RV.438、ホ短調 P.139 RV.431、ト長調 P.140 RV.436、ホ短調 P.142 RV.432、ト長調 P.203 RV.427、ト長調 P.205 RV.429、ハ長調 RV.533
- ゲオルク・フィリップ・テレマン (1681-1767) - フルート協奏曲：ホ短調、ニ長調、ハ長調、ト長調。2つのフルートのための協奏曲：イ長調、イ短調。ブロックフレーテとクヴェアフレーテのための協奏曲 ホ短調、 2つのフルートとヴァイオリンのための協奏曲 ホ短調、フルート、オーボエ・ダモーレとヴィオラ・ダモーレのための協奏曲 ホ長調
- ヨハン・ゼバスティアン・バッハ (1685-1750年) - 管弦楽組曲第2番BWV1067。事実上のフルート協奏曲。
- ヨハン・フリードリヒ・ファッシュ (1688-1758) - フルート、オーボエと弦楽のための協奏曲 ホ短調
- ジャック・ルイエ (1685-1748) - ニ長調
- ジョゼフ・ボダン・ド・ボワモルティエ (1689-1755) - 5本のフルートのための6つの協奏曲 (1727年)、6つの協奏曲 Op.21 (1728年)、Op.28 (12曲?)、ハ短調 Op.37-6 (1732年出版)、2本のフルートのための6つの無伴奏協奏曲 (1732年)
- ジャック＝クリストフ・ノード (c.1690-1762) - フルート協奏曲 Op.11-4、6つのフルート協奏曲 Op.17
- ピエール・ガブリエル・ビュッファルダン (c.1690-1768) - ホ短調
- ジュゼッペ・タルティーニ (1692-1770) - フルート協奏曲 ト長調、フルートとハープのための協奏曲 ヘ長調
- ジュゼッペ・サンマルティーニ (1695-1750) - ヘ長調、ハ長調、ト長調
- ジョヴァンニ・ベネデット・プラッティ (1697-1763) - ト長調
- ジャン＝マリー・ルクレール (1697-1764) - ハ長調 Op.7-3 (ヴァイオリン協奏曲と同一、1737年出版)
- ヨハン・ヨアヒム・クヴァンツ (1697-1773) - 300曲に及ぶ
- ヨハン・アドルフ・ハッセ (1699-1783) - 少なくとも5曲
- カール・フィリップ・エマニュエル・バッハ (1714-1788) - 6曲：イ短調 Wq.166、変ロ長調 Wq.167、イ長調 Wq.168、ト長調 Wq.169、ト長調 (1755年)、ニ短調
- ミシェル・ブラヴェ (1700-1768) - イ短調
- ヨハン・ゴットリープ・グラウン (1702 or 1703-1771) - ヘ長調
- フランツ・ベンダ (1709-1786) - 6曲：ホ短調、ト長調ほか
- ミシェル・コレット (1709-1795) - 6つの協奏曲Op.3、6つの協奏曲Op.4(Op.3とともにフルートと通奏低音、2本のフルートと通奏低音、 3本のフルートと通奏低音の編成が混在)、クリスマス協奏曲集
- ジョヴァンニ・バティスタ・ペルゴレージ (1710-1736) - 第1番 ト長調 (現在は偽作と考えられている)、第2番 ニ長調
- プロイセン王フリードリヒ2世 (1712-1786) - 5曲：第1番 ト長調、第2番 ト長調、第3番 ト長調、第4番 ニ長調、ハ長調
- クリストフ・ウィリバルト・グルック (1714-1787) - ト長調
- ヨハン・シュターミッツ (1717-1757) - ト長調、ニ長調
- ヨハン・バプティスト・ヴェンドリンク (1723-1797) - ト長調
- ヨハン・クリスティアン・バッハ (1735-1782) - ニ長調
- カール・ディッタース・フォン・ディッタースドルフ (1739-1799) - ホ短調
- アンドレ＝エルネスト＝モデスト・グレトリ (1741-1813) - ハ長調 (1765年)
- ルイジ・ボッケリーニ (1743-1805) - ニ長調 (1780頃出版、実際はF.X.ポコルニの作と考えられている)
- アントン・シュターミッツ (1745-1789乃至1809) - フルート協奏曲 ニ長調、2つのフルートのための協奏曲 ニ長調
- カール・シュターミッツ (1745-1801) - 第1番 ト長調 Op.29、第2番 ニ長調
- ドメニコ・チマローザ (1749-1801) - 2本のフルートのための協奏曲 (1793年)
- フランツ・アントン・ホフマイスター (1754-1812) - 25曲：第13番 ニ長調、第18番 ニ長調、第19番 ト長調、第23番 ト長調
- ヴォルフガング・アマデウス・モーツァルト (1756-1791) - 第1番 ト長調 K313、第2番 ニ長調 K314（オーボエ協奏曲の編曲）、フルートとハープのための協奏曲 ハ長調 K.299 (297c)、アンダンテ ハ長調 K.315
- フランソワ・ドヴィエンヌ (1759-1803) - 13曲：第1番 ニ長調、第2番 ニ長調、第3番 ト長調、第4番 ト長調、第5番 ト長調、第6番 ニ長調、第7番 ホ短調、第8番 ト長調、第9番 ホ短調、第10番 ニ長調、第11番 ロ短調、第12番 イ長調、遺作 ニ長調
- フランツ・クロンマー (1759-1831) - 第1番 ト長調 Op.30、第2番 ホ短調 Op.86、小協奏曲 ハ長調 Op.65
- フランツ・ダンツィ (1763-1826) - 4曲：第1番 ト長調 Op.30、第2番 ニ短調 Op.31、第3番 ニ短調 Op.42、第4番 ニ長調 Op.43
- ベルンハルト・ハインリッヒ・ロンベルク (1767-1841) - ロ短調 Op.17としている出版社とOp.30としている出版社がある
- ルイジ・ジアネッラ (1778-1817) - 4曲：第1番 ニ短調、第2番 ヘ長調、第3番 ハ長調、ハ短調「悲愴」
- アントワーヌ・ベルビギエ (1782-1838) - 11曲：第1番 ニ長調、第2番 Op.12 イ長調、第3番 Op.18 ロ短調、第4番 Op.26 ホ短調、第5番 Op.27 ホ短調、第6番 Op.29 ト短調、第7番 Op.30 変ホ長調、第8番 Op.44 ニ長調、第9番 Op.54 ニ長調、第10番 Op.64 イ短調、第11番 Op.74 ニ長調
- ルイ・シュポーア (1784-1859) - 第8番 イ短調「劇唱の形式で」
- ジャン・ルイ・テュルー (1786-1865) - 第1番 イ長調、第2番 ホ長調、第3番 ニ長調、第4番 ホ短調、第5番 ニ長調 Op.37
- アントン・ベルンハルト・フュルステナウ (1792-1852) - 曲数不明：第8番 ニ長調
- テオバルト・ベーム (1794-1881) - ト長調 (1822年)
- サヴェリオ・メルカダンテ (1795-1870) - 6つのフルート協奏曲 (1819年頃)
- ハインリッヒ・スッスマン (1796-1843) - 小協奏曲 Op.19
- ガエターノ・ドニゼッティ (1797-1848) - フルート小協奏曲 (1819年)
- ヴィルヘルム・ベルンハルト・モリーク (1802-1869) - ニ短調Op.69
- フランツ・パウル・ラハナー (1803-1890) - ニ短調
- ジュリオ・ブリッチャルディ (1818-1881) - 2曲：第2番 ト長調
- アルベルト・フランツ・ドップラー (1821-1883) - 2本のフルートと管弦楽のための協奏曲 ニ短調
- カール・ライネッケ (1824-1910) - ニ長調 Op.283 (1908年)
- ジュール・オーギュスト・ドゥメルスマン (1833-1866) - 演奏会用ソロ 第6番 (イタリア風協奏曲) ヘ長調 Op.82
- ヴィルヘルム・ブロデク (1834-1874) - ニ長調  (1834-1874)
- アルフォンス・デュヴェルノワ (1842-1907) - 小協奏曲 (1899年)
- セシル・シャミナード (1857-1944) - 小協奏曲 (1902年)
- カール・ニールセン (1865 - 1931) - フルート協奏曲(1926年)
- グスターヴ・ホルスト (1874-1934) - フーガ風協奏曲 (フルート、オーボエ、弦楽合奏。1923年)
- ガブリエル・グロヴレーズ (1879-1944) - 小協奏曲
- エルネスト・ブロッホ (1880-1959) - フルート、ヴィオラと弦楽のための小協奏曲 (1950年)
- チャールズ・トムリンソン・グリフス (1884-1920) - ポエム
- ボフスラフ・マルティヌー (1890-1959) - フルート、ヴァイオリンと室内管弦楽のための協奏曲
- ジャック・イベール (1890-1962) - フルート協奏曲 (1933年)
- フランク・マルタン (1890-1974) - バラード
- アルテュール・オネゲル (1892-1955) - 室内協奏曲 (フルート、コーラングレ、弦楽合奏)
- ダリウス・ミヨー (1892-1974) - フルートとヴァイオリンのための協奏曲
- ウォルター・ピストン (1894-1976) - フルート協奏曲 (1971年)
- アレクサンドル・チェレプニン (1899-1977) - 室内協奏曲 (フルート、ヴァイオリンと室内管弦楽。1924年)
- アンリ・トマジ (1901-1971) - フルート協奏曲 ヘ長調 (1948年)、春の協奏曲 (1965年)
- ホアキン・ロドリーゴ (1901-1999) - パストラル協奏曲 (1978年)
- アラム・ハチャトゥリアン (1903-1978) - フルート協奏曲 (1940年、ヴァイオリン協奏曲のランパルによる編曲)
- レノックス・バークリー (1903-1989) - フルート協奏曲 (1952年)、小協奏曲
- アンドレ・ジョリヴェ (1905-1974) - 2曲：フルートと弦楽のための協奏曲 (フルート協奏曲第1番) (1949年)、演奏会用組曲 (フルート協奏曲 第2番) (1965年)
- アレック・ワイルダー (1907-1980) - 協奏曲 1997
- ヘンク・バーディングス (1907-1987) - フルートと管弦楽のための協奏曲 (1956年)、第2番 (1963年)
- ハラルド・ゲンツマー (1909-) - 2曲
- 尾高尚忠 (1911-1951) - フルート協奏曲 Op.30b (1948年初稿、1951年改訂)
- ジャン・フランセ (1912-1997) - フルート協奏曲、二重協奏曲
- エドリン・バートン (1913-1981) - フルート小協奏曲　　 (1913-1981)
- 尹伊桑 (1917-1995) - フルートと小管弦楽のための協奏曲 (1977年)
- レナード・バーンスタイン (1918-1990) - ハリル〜ノクターン (1981年)
- マルコム・アーノルド (1921-2006) - 第1番（1954年）、第2番（1972年）
- インドルジフ・フェルト (1925-) - 1曲
- ジャン＝ミシェル・ダマーズ (1928-) - 1曲
- エイノユハニ・ラウタヴァーラ (1928-) - 1曲
- ピエール・マックス・デュボワ (1930-) - 1曲
- 武満徹（1930-1996）: ウォーター・ドリーミング、海へII（アルト・フルート、ハープと弦楽合奏のための）（フルート、ハープと管弦楽のための「ミロの絵のように」という未完作品があるが、管弦楽スコアが書かれたのは冒頭の数ページのみである）
- エレン・ツウィリッチ (1939-) - フルート協奏曲 (1989年)
- クロード・アンリ・ジョベール (1948-) - Concerto pifferaro
- カイヤ・サーリアホ（1952-） - 夢の翼
- 細川俊夫 (1955-)  - フルート協奏曲「ペル・ソナーレ」(1988年)
- ミカエル・ジャレル（1958-）- フルート、オーボエ、クラリネットと管弦楽のための協奏曲（2006年）
- ロウェル・リーバーマン (1961-) - フルート協奏曲 (1992年)、フルートとハープのための協奏曲 (1995年)
- マーク＝アンドレ・ダルバヴィ（1961-）- フルート協奏曲（2006年）
- 金子仁美 (1965-) - フルート協奏曲 (1995年)
- 藤倉大 (1977-) - フルート協奏曲 (2015)